# Saison 2 de Star Academy
 (novembre 2023).
Si vous disposez d'ouvrages ou d'articles de référence ou si vous connaissez des sites web de qualité traitant du thème abordé ici, merci de compléter l'article en donnant les références utiles à sa vérifiabilité et en les liant à la section « Notes et références ».
 (juin 2025).
La deuxième saison de Star Academy, émission française de téléréalité musicale, a été diffusée sur TF1 du 31 août 2002 au 21 décembre 2002.
Pendant près de quatre mois, seize candidats reçoivent une formation artistique au sein d'un château. Les participants sont évalués par les professeurs à travers les primes et les évaluations. Ils se produisent chaque samedi sur le plateau de l'émission télévisée, aux côtés d'artistes invités venus partager des duos. Chaque semaine, les trois moins bons candidats sont soumis au vote du public et l'un d'entre eux quitte le télé crochet. À l'issue du programme, le vainqueur remporte 1 000 000 €.
Présentée par Nikos Aliagas, cette deuxième saison a pour directrice Alexia Laroche-Joubert et a pour parrains les candidats de la première saison. Elle est remportée par Nolwenn Leroy.

## Générique
Le générique sonore reste le même que pour la saison précédente, à savoir Run, baby, run de Bustafunk.

## L'academy

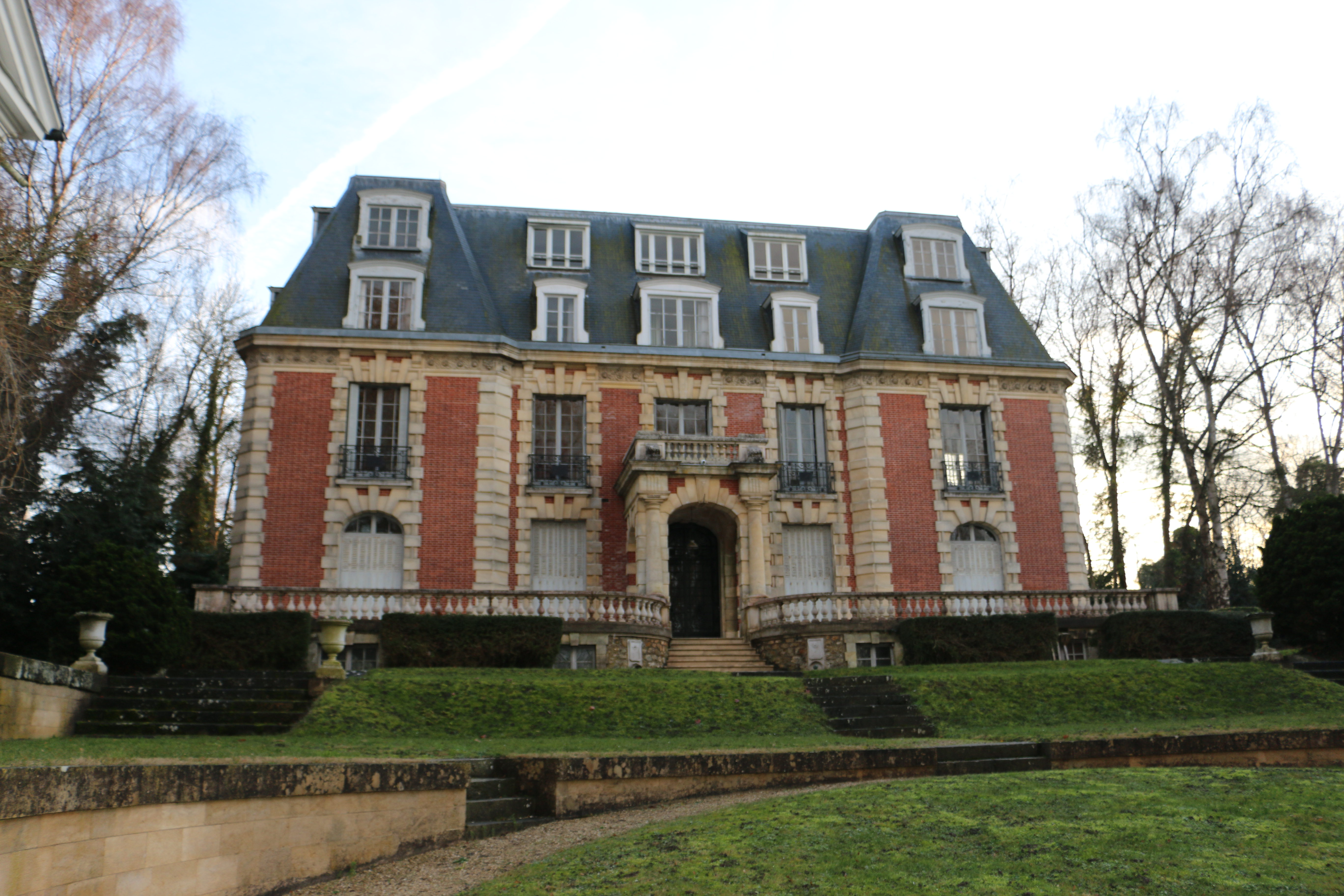
Château des Vives-Eaux.

Pour cette deuxième saison de Star Academy, les candidats logent au château des Vives-Eaux de Dammarie-les-Lys.
Cette année, le château a été redécoré. Il est notamment équipé d'un foyer avec instruments de musique mis à disposition des candidats. La salle à manger et la cuisine (désormais équipée d'un lave-vaisselle) ne forment plus qu'une seule pièce. Les chambres, au nombre de quatre précédemment, ne sont plus que deux : celle des filles est à dominante rose, celle des garçons à dominante orange. La salle de bains est quant à elle ornée de bleu et équipée de douches individuelles.
Dans les annexes du château, le studio d'enregistrement a été agrandi et une nouvelle piste de danse, trois fois plus grande que la précédente, a été aménagée sous la verrière. Aménagé dans une ancienne piscine, un théâtre est disponible,.

## Candidats
Les seize candidats entrés au château sont les suivants,.

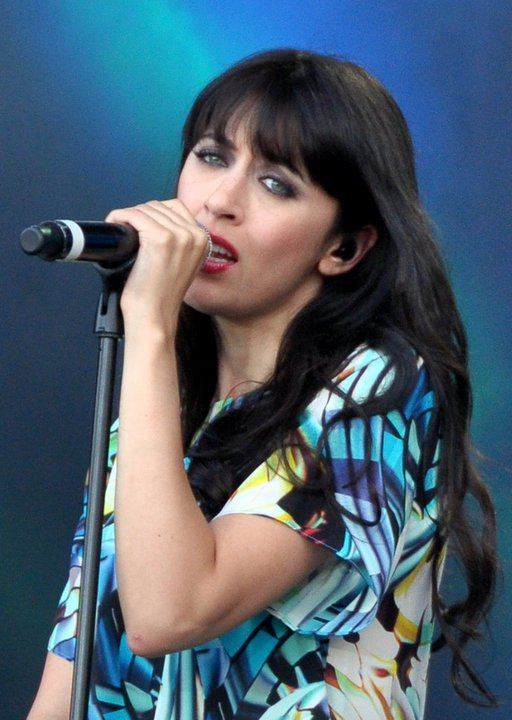
Nolwenn.
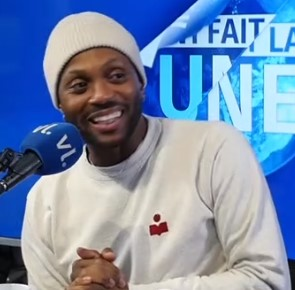
Houcine.

| Prénom        | Nom complet           | Ville                 | Tournée | Statut                             | Réf(s) |
| ------------- | --------------------- | --------------------- | ------- | ---------------------------------- | ------ |
| Nolwenn       | Nolwenn Le Magueresse | Saint-Yorre           | Oui     | Gagnante le 21 décembre 2002       | ,      |
| Houcine       | Houcine Camara        | Vandœuvre-lès-Nancy   | Oui     | Finaliste le 21 décembre 2002      | [ 9 ]  |
| Emma          | Manuelle Daumas       | Avignon               | Oui     | Demi-finaliste le 13 décembre 2002 | ,      |
| Georges-Alain | Georges-Alain Jones   | Saint-Jean-Cap-Ferrat | Oui     | Demi-finaliste le 7 décembre 2002  | ,      |
| Aurélie       | Aurélie Konaté        | Carantec              | Oui     | Éliminée le 30 novembre 2002       | ,      |
| Jérémy        | Jérémy Chatelain      | Créteil               | Oui     | Éliminé le 23 novembre 2002        | ,      |
| Anne-Laure    | Anne-Laure Sibon      | Brou-sur-Chantereine  | Oui     | Éliminée le 16 novembre 2002       | [ 18 ] |
| Fabien        | Fabien Mancel         | NC                    | Oui     | Éliminé le 9 novembre 2002         | ,      |
| Alexandre     | Alexandre Balduzzi    | NC                    | Oui     | Éliminé le 2 novembre 2002         | ,      |
| Isabelle      | Isabelle Lemoine      | Villerupt             | Non     | Éliminée le 19 octobre 2002        | ,      |
| Rudy          | Rudy Carvalho         | Saint-Dié-des-Vosges  | Non     | Éliminé le 11 octobre 2002         | ,      |
| Eva           | NC                    | NC                    | Non     | Éliminée le 5 octobre 2002         | [ 27 ] |
| Philippe      | Philippe Miro         | NC                    | Non     | Éliminé le 28 septembre 2002       | ,      |
| Nazim         | NC                    | NC                    | Non     | Éliminé le 21 septembre 2002       | [ 30 ] |
| Florence      | NC                    | NC                    | Non     | Éliminée le 14 septembre 2002      | [ 31 ] |
| Stéphanie     | Stéphanie Hansen      | Liège (Belgique)      | Non     | Éliminée le 7 septembre 2002       | ,      |

- Nolwenn.
- Houcine.

## Corps professoral

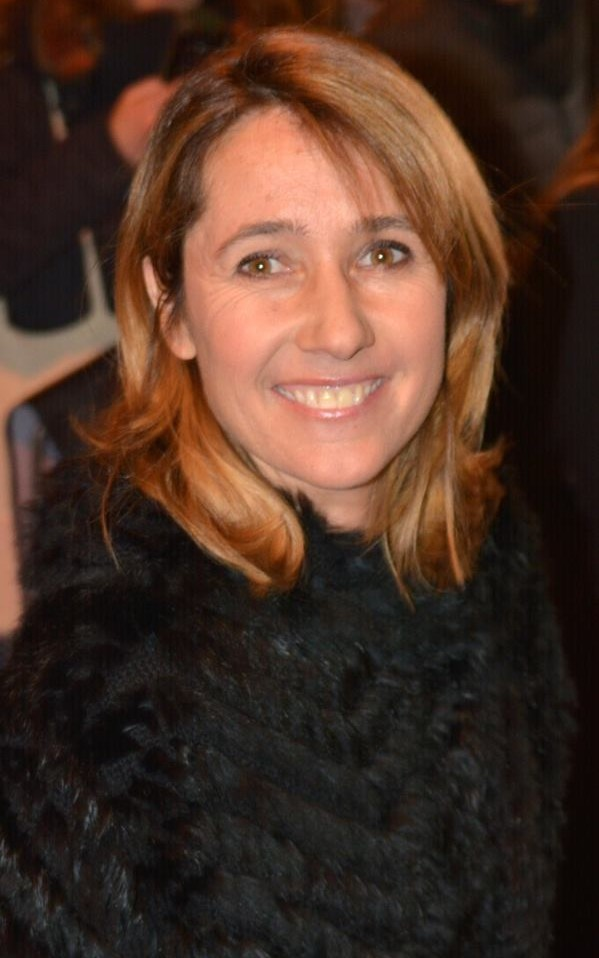
La directrice, Alexia Laroche-Joubert.

Pour cette deuxième saison, Alexia Laroche-Joubert conserve son rôle de directrice.
Les cours de théâtre font leur apparition et sont assurés par le comédien Oscar Sisto. On note également les arrivées de la musicienne Clara Ponty, de West Gomez comme professeur de sport et de Meredith Hudson comme professeure de danse classique. Manon Landowski devient quant à elle professeure de comédie musicale, mais également répétitrice aux côtés de Matthieu Gonet.
Armande Altaï (chant), Raphaëlle Ricci (expression scénique) et Kamel Ouali (danse) conservent quant à eux leurs rôles respectifs de la saison précédente.

## Artistes invités
| Épisode | Diffusion         | Invités                                                                                                | Référence              |
| ------- | ----------------- | --- | ---------------------- |
| 1       | 31 août 2002      | Les candidats de la première saison                                                                    | [ 40 ]                 |
| 2       | 7 septembre 2002  | Assia - David Charvet - David Hallyday - Lara Fabian - Les Dix Commandements - Maurane - Umberto Tozzi | ,                      |
| 3       | 14 septembre 2002 | Calogero - Cristina Marocco - Karine Costa - Maxime Le Forestier - Michèle Torr                        | [ 1 ]                  |
| 4       | 21 septembre 2002 | Patricia Kaas - Salomé de Bahia - Kate Ryan - Natasha St-Pier[réf. nécessaire]                         | [réf. souhaitée]       |
| 5       | 28 septembre 2002 | Dany Brillant - Faudel - Richard Cocciante - Vanessa Carlton                                           | [ 43 ]                 |
| 6       | 5 octobre 2002    | Céline Dion - David Charvet - Cunnie Williams - Serge Lama[réf. nécessaire]                            | [réf. souhaitée]       |
| 7       | 11 octobre 2002   | Billy Crawford - Ève Angeli[réf. souhaitée] - Marc Lavoine - Maxime Le Forestier - Roch Voisine        | [ 44 ]                 |
| 8       | 19 octobre 2002   | Christophe - Nuttea - Patrick Fiori - Roméo et Juliette[réf. souhaitée] - Shania Twain                 | [ 24 ]                 |
| 9       | 26 octobre 2002   | Billy Paul - Michel Delpech - Youssou N'Dour - Pascal Obispo                                           | [ 45 ]                 |
| 10      | 2 novembre 2002   | Claire Keim - Johnny Hallyday - Isabelle Boulay - Marc Lavoine                                         | [ 46 ]                 |
| 11      | 9 novembre 2002   | Jenifer - Liane Foly - Nana Mouskouri - Ronan Keating                                                  | ,[source insuffisante] |
| 12      | 16 novembre 2002  | Bruno Pelletier - Mariah Carey - Ophélie Winter - Pierre Perret                                        | [ 48 ]                 |
| 13      | 23 novembre 2002  | Laurent Voulzy - Lionel Richie - Lorie - Tiziano Ferro                                                 | [ 49 ]                 |
| 14      | 30 novembre 2002  | Gérald de Palmas - Laura Pausini - Phil Collins - Ray Charles                                          | [ 50 ]                 |
| 15      | 7 décembre 2002   | Daniel Lévi - Jane Birkin - Lara Fabian - Magic System - Tom Jones                                     | [ 51 ]                 |
| 16      | 13 décembre 2002  | Johnny Hallyday - Julie Zenatti - Luz Casal - Patrick Bruel                                            | [ 52 ]                 |
| 17      | 21 décembre 2002  | Les candidats de la première saison                                                                    | [ 53 ]                 |

## L'aprèsStar Academy

### Que sont-ils devenus?
Anne-Laure a sorti six albums solo et plusieurs singles,,,. En 2003, elle sort un livre intitulé Telle quelle ! et participe au single Je viens du pays de l'enfance,,. Par la suite, elle participe au spectacle Salut Joe entre 2006 et 2008, puis à l'émission Encore une chance sur NRJ 12 en 2012,,.
Fabien a sorti en 2003 sous le nom de Fabien Fasake un single intitulé Pas de temps à perdre. Il a également participé au single Je viens du pays de l'enfance. Par la suite, il devient photographe et cinéaste sous le pseudonyme Fabien Mancel,.
Alexandre a sorti un single intitulé Tout le monde me dit en 2003, un album avec son groupe BombJack et deux en solo,,. En 2003, il participe au single Je viens du pays de l'enfance,, et tourne dans sept épisodes de la série Sous le soleil entre 2003 et 2005. En 2011, il joue dans la pièce de théâtre Un vrai bonheur de Didier Caron. En 2013, il tente sa chance infructueusement à la première saison de La Voix, et joue dans l'épisode Un héritier inattendu du Jour où tout a basculé. En 2017, il incarne Sycamore dans le film Les enfants Lachance de Coline Pagoda. En 2020, il fait une apparition dans l'un des épisodes de la série Emily in Paris. Il sort fin 2022 Le champ des possibles, un album au sein de son groupe Placide.
Philippe a sorti deux albums solo et participé au spectacle pédagogique Peace and Lobe[source insuffisante],,. En 2009, il accompagne, à la guitare, le groupe Birdy Nam Nam sur la chanson Bonne Nouvelle figurant sur leur album Manual For Successful Rioting. Il a également intégré le groupe des Petites Bourrettes[source insuffisante],.
Stéphanie a sorti un album solo en 2007 et un single intitulé Image de toi en 2012. Elle a également participé à la première saison de The Voice Belgique.

## Audiences
Audience des primes
| Épisode | Diffusion                 | Téléspectateurs | Parts de marché | Classement des audiences de la soirée | Référence |
| ------- | ------------------------- | --------------- | --------------- | ------------------------------------- | --------- |
| 1       | Samedi 31 août 2002       | 6 519 000       | 36,5 %          | 1er                                   | [ 111 ]   |
| 2       | Samedi 7 septembre 2002   | 6 360 000       | 35,8 %          | 1er                                   | [ 111 ]   |
| 3       | Samedi 14 septembre 2002  | 6 042 000       | 32,6 %          | 2e                                    | [ 111 ]   |
| 4       | Samedi 21 septembre 2002  | 6 572 000       | 36 %            | 1er                                   | [ 111 ]   |
| 5       | Samedi 28 septembre 2002  | 6 413 000       | 34 %            | 1er                                   | [ 111 ]   |
| 6       | Samedi 5 octobre 2002     | 6 890 000       | 35,1 %          | 1er                                   | [ 111 ]   |
| 7       | Vendredi 11 octobre 2002  | 7 738 000       | 38,6 %          | 1er                                   | [ 111 ]   |
| 8       | Samedi 19 octobre 2002    | 6 413 000       | 31,8 %          | 1er                                   | [ 111 ]   |
| 9       | Samedi 26 octobre 2002    | 7 791 000       | 40,8 %          | 1er                                   | [ 111 ]   |
| 10      | Samedi 2 novembre 2002    | 8 056 000       | 39,2 %          | 1er                                   | [ 111 ]   |
| 11      | Samedi 9 novembre 2002    | 8 162 000       | 39,2 %          | 1er                                   | [ 111 ]   |
| 12      | Samedi 16 novembre 2002   | 8 162 000       | 39,2 %          | 1er                                   | [ 111 ]   |
| 13      | Samedi 23 novembre 2002   | 8 056 000       | 38,3 %          | 1er                                   | [ 111 ]   |
| 14      | Samedi 30 novembre 2002   | 7 950 000       | 37 %            | 1er                                   | [ 111 ]   |
| 15      | Samedi 7 décembre 2002    | 8 480 000       | 41,8 %          | 1er                                   | [ 111 ]   |
| 16      | Vendredi 13 décembre 2002 | 9 699 000       | 46 %            | 1er                                   | [ 111 ]   |
| 17      | Samedi 21 décembre 2002   | 11 554 000      | 56,2 %          | 1er                                   | [ 111 ]   |

Sur fond vert : plus hauts chiffres d'audiences
Sur fond rouge : plus bas chiffres d'audiences